# Lftp
lftp to klient FTP obsługiwany z poziomu wiersza poleceń dla systemów unixowych. Został napisany przez Alexandra Lukyanowa i opublikowany na licencji GNU GPL.
Oprócz FTP obsługuje on również FTPS, HTTP, HTTPS, HFTP, protokół FISH i SFTP po określeniu protokołu w URL-u. Posiada funkcję FXP, która umożliwia transfer danych pomiędzy dwoma serwerami FTP, z pominięciem maszyny klienta. Aplikacja posiada także wbudowaną obsługę protokołu BitTorrent.
Oprócz funkcji obecnych w zaawansowanych klientach FTP, takich jak rekurencyjne mirrorowanie całych drzew katalogów, zakładki czy wznawianie pobierania, lftp obsługuje również bardziej zaawansowane operacje. Transfery mogą być odłożone do wykonania na określony czas, zużycie pasma może być kontrolowane, można ustawiać kolejki transferu oraz obsługiwany jest system kontroli zadań w stylu powłoki Uniksowej. Klient może być w pełni użyty przez skrypty, z pominięciem trybu interaktywnego.

## Historia
Lftp początkowo napisany był jako część pakietu ftpclass (ogłoszony 1 sierpnia 1996 roku na grupie dyskusyjnej relcom.tcpip). Później rozwinął się i w lutym 1997 roku zmieniono jego nazwę na lftp. Początkowymi celami postawionymi w procesie rozwoju była stabilność, automatyczne wznawianie transferów i zwiększanie szybkości poprzez przesyłanie kawałków pliku równolegle, przy użyciu kilku połączeń oraz pipeliningu protokołów. Jakiś czas później dodano możliwość mirrorowania.